# Логери, Кевин
Кевин Майкл Логери (англ. Kevin Michael Loughery; родился 28 марта 1940) — американский профессиональный баскетболист и тренер, который играл на позиции защитника в командах «Детройт Пистонс», «Балтимор Буллетс» и «Филадельфия Севенти Сиксерс». Тренировал клубы «Филадельфия Севенти Сиксерс», «Нью-Йорк Нетс», «Атланта Хокс», «Чикаго Буллз», «Вашингтон Буллетс» и «Майами Хит». Дважды, в 1974 и 1976 годах, выигрывал чемпионат Американской баскетбольной ассоциации с «Нетс».

## Биография
Логери родился в Бронксе, Нью-Йорк, учился там же в старшей школе имени Кардинала Хейза. После окончания школы в 1958 году поступил в Бостонский колледж, через год перевёлся в Университет Сент-Джонс в Нью-Йорке. На драфте НБА 1962 года он был выбран во втором раунде под общим 11-м номером командой «Детройт Пистонс», где провёл всего год. В 1963 году Логери перешёл в «Балтимор Буллетс», где отыграл девять сезонов. С 1971 по 1973 годы он выступал за клуб «Филадельфия Севенти Сиксерс», в 1973 году по ходу провального для команды сезона был назначен играющим тренером. После завершения сезона Логери уступил тренерский пост Джину Шу и завершил игровую карьеру.
В том же 1973 году Логери стал главным тренером «Нью-Йорк Нетс», клуба Американской баскетбольной ассоциации (АБА). За три сезона он дважды приводил клуб, где ведущим игроком был Джулиус Ирвинг, к победе в чемпионате АБА. В 1976 году «Нетс» вошли в состав НБА, но там их первые сезоны выдались крайне неудачными из-за финансовых трудностей и вынужденной продажи Ирвинга. Через год команда переехала в Нью-Джерси. За пять сезонов Логери лишь раз выводил «Нетс» в плей-офф НБА, а в по ходу неудачного сезона 1980/1981 он был уволен.
В 1981—1983 годы Логери тренировал клуб «Атланта Хокс», где только начинал карьеру Доминик Уилкинс. В 1983—1985 годах работал с «Чикаго Буллз», во втором сезоне в команде появился новичок Майкл Джордан, вокруг которого Логери планировал строить команду. Однако после проигрыша в первом раунде плей-офф 1985 года тренер был уволен. В 1985 году Логери стал помощником Джина Шу в «Вашингтон Буллетс», а после увольнения Шу по ходу их первого совместного сезона занял его место главного тренера. Несмотря на то, что он в первых двух сезонах дважды выводил «Буллетс» в плей-офф, Логери также был уволен в 1988 году. После небольшого перерыва, во время которого Логери работал комментатором, он вернулся к тренерской деятельности в 1990 году и стал помощником тренера в «Атланта Хокс». В 1991 году он был назначен главным тренером «Майами Хит» и в 1992 году вывел команду в плей-офф впервые в её недолгой истории. Логери проработал с «Хит» до 1995 года, когда по ходу неудачного сезона был уволен.

## Статистика

### Статистика в НБА
| Сезон                                                                                    | Команда     | Регулярный сезон | Регулярный сезон | Регулярный сезон | Регулярный сезон | Регулярный сезон | Регулярный сезон | Регулярный сезон | Регулярный сезон | Регулярный сезон | Регулярный сезон | Регулярный сезон | Серия плей-офф | Серия плей-офф | Серия плей-офф | Серия плей-офф | Серия плей-офф | Серия плей-офф | Серия плей-офф | Серия плей-офф | Серия плей-офф | Серия плей-офф | Серия плей-офф |
| Сезон                                                                                    | Команда     | GP               | GS               | MPG              | FG%              | 3P%              | FT%              | RPG              | APG              | SPG              | BPG              | PPG              | GP             | GS             | MPG            | FG%            | 3P%            | FT%            | RPG            | APG            | SPG            | BPG            | PPG            |
| ---------------------------------------------------------------------------------------- | ----------- | ---------------- | ---------------- | ---------------- | ---------------- | ---------------- | ---------------- | ---------------- | ---------------- | ---------------- | ---------------- | ---------------- | -------------- | -------------- | -------------- | -------------- | -------------- | -------------- | -------------- | -------------- | -------------- | -------------- | -------------- |
| 1962/63                                                                                  | Детройт     | 57               |                  | 14,8             | 36,8             |                  | 71,0             | 1,9              | 1,8              |                  |                  | 6,4              | 2              |                | 13,0           | 10,0           |                | 100,0          | 0,0            | 2,0            |                |                | 1,5            |
| 1963/64                                                                                  | Детройт     | 1                |                  | 2,0              | 25,0             |                  | -                | 0,0              | 0,0              |                  |                  | 2,0              | Не участвовал  | Не участвовал  | Не участвовал  | Не участвовал  | Не участвовал  | Не участвовал  | Не участвовал  | Не участвовал  | Не участвовал  | Не участвовал  | Не участвовал  |
| 1963/64                                                                                  | Балтимор    | 65               |                  | 22,4             | 37,5             |                  | 71,2             | 2,1              | 2,8              |                  |                  | 9,2              | Не участвовал  | Не участвовал  | Не участвовал  | Не участвовал  | Не участвовал  | Не участвовал  | Не участвовал  | Не участвовал  | Не участвовал  | Не участвовал  | Не участвовал  |
| 1964/65                                                                                  | Балтимор    | 80               |                  | 30,2             | 42,4             |                  | 75,4             | 2,9              | 3,7              |                  |                  | 12,8             | 10             |                | 29,7           | 38,7           |                | 89,5           | 3,4            | 3,0            |                |                | 14,0           |
| 1965/66                                                                                  | Балтимор    | 74               |                  | 33,2             | 41,6             |                  | 83,0             | 3,1              | 4,8              |                  |                  | 18,2             | 3              |                | 9,0            | 42,9           |                | 50,0           | 0,3            | 0,3            |                |                | 3,0            |
| 1966/67                                                                                  | Балтимор    | 76               |                  | 33,9             | 39,8             |                  | 82,5             | 4,6              | 3,8              |                  |                  | 18,2             | Не участвовал  | Не участвовал  | Не участвовал  | Не участвовал  | Не участвовал  | Не участвовал  | Не участвовал  | Не участвовал  | Не участвовал  | Не участвовал  | Не участвовал  |
| 1967/68                                                                                  | Балтимор    | 77               |                  | 29,8             | 40,6             |                  | 77,8             | 3,2              | 3,3              |                  |                  | 15,9             | Не участвовал  | Не участвовал  | Не участвовал  | Не участвовал  | Не участвовал  | Не участвовал  | Не участвовал  | Не участвовал  | Не участвовал  | Не участвовал  | Не участвовал  |
| 1968/69                                                                                  | Балтимор    | 80               |                  | 39,2             | 43,8             |                  | 80,3             | 3,3              | 4,8              |                  |                  | 22,6             | 4              |                | 43,3           | 36,7           |                | 65,7           | 4,5            | 5,3            |                |                | 20,3           |
| 1969/70                                                                                  | Балтимор    | 55               |                  | 37,0             | 44,1             |                  | 84,9             | 3,1              | 5,3              |                  |                  | 21,9             | 7              |                | 21,9           | 33,8           |                | 71,4           | 2,3            | 1,1            |                |                | 9,6            |
| 1970/71                                                                                  | Балтимор    | 82               |                  | 27,6             | 40,3             |                  | 83,1             | 2,7              | 3,7              |                  |                  | 15,1             | 17             |                | 29,4           | 39,6           |                | 75,3           | 2,2            | 3,1            |                |                | 13,6           |
| 1971/72                                                                                  | Балтимор    | 2                |                  | 21,0             | 23,5             |                  | 62,5             | 2,5              | 4,0              |                  |                  | 6,5              | Не участвовал  | Не участвовал  | Не участвовал  | Не участвовал  | Не участвовал  | Не участвовал  | Не участвовал  | Не участвовал  | Не участвовал  | Не участвовал  | Не участвовал  |
| 1971/72                                                                                  | Филадельфия | 74               |                  | 23,4             | 42,6             |                  | 82,7             | 2,4              | 2,5              |                  |                  | 12,6             | Не участвовал  | Не участвовал  | Не участвовал  | Не участвовал  | Не участвовал  | Не участвовал  | Не участвовал  | Не участвовал  | Не участвовал  | Не участвовал  | Не участвовал  |
| 1972/73                                                                                  | Филадельфия | 32               |                  | 29,8             | 39,6             |                  | 82,3             | 3,5              | 4,6              |                  |                  | 13,9             | Не участвовал  | Не участвовал  | Не участвовал  | Не участвовал  | Не участвовал  | Не участвовал  | Не участвовал  | Не участвовал  | Не участвовал  | Не участвовал  | Не участвовал  |
|                                                                                          | Всего       | 755              |                  | 29,4             | 41,3             |                  | 80,3             | 3,0              | 3,7              |                  |                  | 15,3             | 43             |                | 27,3           | 37,5           |                | 75,3           | 2,5            | 2,7            |                |                | 12,4           |
| Наведите курсор мыши на аббревиатуры в заголовке таблицы, чтобы прочесть их расшифровку. |             |                  |                  |                  |                  |                  |                  |                  |                  |                  |                  |                  |                |                |                |                |                |                |                |                |                |                |                |